# Aleksandr Guriewicz
Aleksandr Iosifowicz Guriewicz (ros. Алекса́ндр Ио́сифович Гуре́вич, ur. 1896 w Białymstoku, zm. 30 października 1937) – radziecki polityk i działacz partyjny.

## Życiorys
Urodzony w rodzinie żydowskiej, od 1915 studiował w Moskiewskim Instytucie Komercyjnym, 1916 wstąpił do SDPRR(b), 1917 był sekretarzem rejonowego komitetu SDPRR(b), a 1918-1927 członkiem Prezydium KC Związku Metalowców. W 1927 ukończył studia w Instytucie Gospodarki Narodowej im. Plechanowa, od 19 grudnia 1927 do 26 stycznia 1934 członek Centralnej Komisji Kontrolnej WKP(b), w tym od 13 lipca 1930 do 4 lutego 1932 członek jej Prezydium, 1929 kierownik Grupy Ludowego Komisariatu Inspekcji Robotniczo-Chłopskiej ZSRR. 1930-1936 szef Głównego Zarządu Przemysłu Metalurgicznego Najwyższej Rady Gospodarki Narodowej ZSRR/Ludowego Komisariatu Przemysłu Ciężkiego ZSRR, 1930-1932 członek Prezydium Najwyższej Rady Gospodarki Narodowej ZSRR, od grudnia 1936 do 1937 zastępca ludowego komisarza przemysłu ciężkiego ZSRR, jednocześnie do lipca 1937 zastępca przewodniczącego Państwowej Komisji Planowania przy Radzie Komisarzy Ludowych ZSRR. Odznaczony Orderem Lenina (23 marca 1935).
7 lipca 1937 aresztowany, 29 października 1937 skazany na śmierć przez Wojskowe Kolegium Sądu Najwyższego ZSRR "za przynależność do terrorystycznej organizacji" i następnego dnia rozstrzelany. 7 maja 1955 pośmiertnie zrehabilitowany.